# Ясногорск (станция)
Ясного́рск — железнодорожная станция Курского направления Московской железной дороги в одноимённом городе Тульской области.
Время движения с Московского вокзала Тулы 42 минуты, время движения с Курского вокзала Москвы около 2 часов 50 минут.
Станция относится к 16 тарифной зоне.

## Движение
Движение поездов по станции осуществляется в двух направлениях: нечетном на Тулу и четном на Москву.
Ветка, примыкающая к главному ходу, находится в эксплуатации АО «Ясногорский машиностроительный завод» и ООО «Полихим».

## Инфраструктура

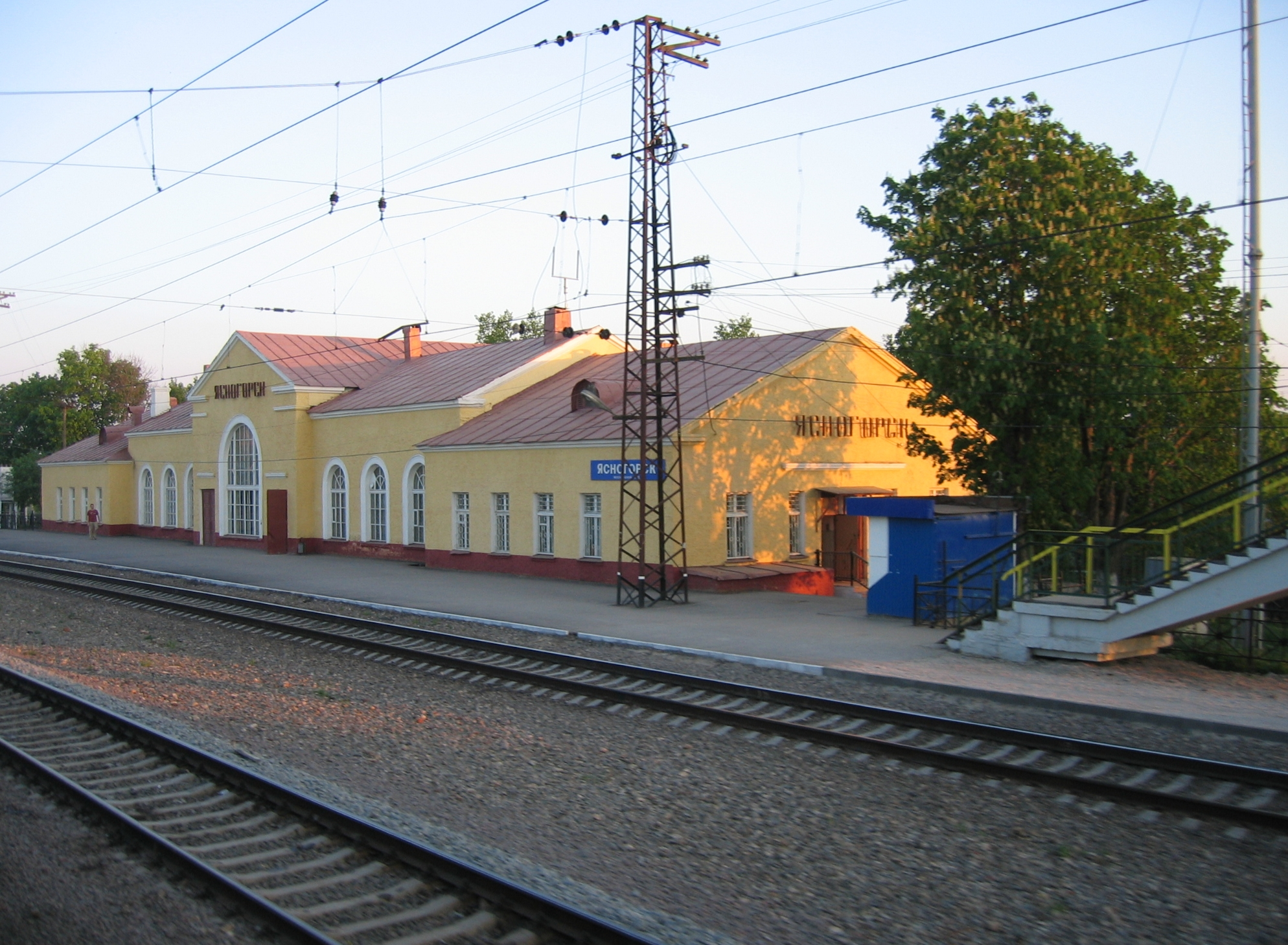
Железнодорожный вокзал

В здании вокзала осуществляется продажа проездных документов на пригородные поезда и поезда дальнего следования. Здесь же находится зал ожидания. Капитальный ремонт проведен в 2009 году.
По пешеходному путепроводу осуществляется выход на платформу № 2, к вокзалу, на Советскую и Путейскую ул.. Замена лестничных сходов произведена в 2006 году.
Туалета, камер хранения и пешеходных настилов на станции нет.

## Поезда

### Скорые поезда
Проходящие скорые поезда на станции не останавливаются. Однако в летнем расписании 2010 года была предусмотрена техническая остановка для 2 скорых поездов сезонного обращения:
- № 283 Москва — Сочи (стоянка 10 мин.)
- № 257 Москва — Севастополь (стоянка 37 мин.)

Посадка и высадка пассажиров не производилась, продажа билетов на данные поезда до и от Ясногорска не осуществлялась.
С 1 января 2015 года на станции останавливаются все электропоезда-экспрессы маршрута: Москва — Тула и обратно.

### Пригородные поезда
Ежедневно на станции делают остановку 7 пар пригородных электропоездов.
Участок Серпухов — Тула обслуживается электропоездами ЭР2, ЭМ2К (депо Тула, Новомосковск-1) и ЭД4М, ЭД2Т (депо Перерва), составностью 6, 8, 10 и 12 вагонов. В нечетном направлении электропоезда идут до станции Тула-I, в четном — до станций Серпухов, Москва-Курская, Москва-Каланчёвская.
В летнем расписании 2009 года было 2 электропоезда выходного дня, имеющие конечной станцию Ясногорск:
- № 6704/6031 Новоиерусалимская — Ясногорск (приб. 11.47),
- № 6032 Ясногорск — Москва-Курская (отпр. 12.52).

### Оповещение
На территории станции расположено 4 громкоговорителя. При следовании поезда со стороны Москвы звучит объявление автоинформатора «Внимание, поезд! По первому пути из Шульгино», со стороны Тулы: «Внимание, поезд! По второму пути из Ревякино».

## Платформы
Для электропоездов используются 2 боковые платформы.
Длина платформы № 1 «На Тулу» составляет 255 метров, способна принять под посадку состав из 10 пассажирских вагонов без учёта локомотива, 13 вагонов электропоезда ЭР2 и 11 вагонов ЭД4М. Платформа № 2 «На Москву», длиной 235 метров, вмещает 9 пассажирских вагонов, электропоезд ЭР2 составностью 12 вагонов, ЭД4М — 10 вагонов.
Платформы смещены относительно друг друга: платформа № 1 расположена несколько южнее другой и отдалена от вокзала примерно на 150 метров.
Турникетами не оборудованы. Периодически проводится перронный контроль.

## Интересные факты
- 14 марта 2008 года на вокзале снималась одна из сцен фильма «Чудо» Александра Прошкина[10]. По сюжету уполномоченный по делам религии Кондрашов (Сергей Маковецкий) встречает прибывшего на поезде журналиста Артемьева (Константин Хабенский)[11]. Вместо надписи «Ясногорск» на здании вокзала в фильме можно увидеть табличку «Гречанск».